# ジョラダ・ロティ
ジョラダ・ロティ（カンナダ語：ಜೋಳದ ರೊಟ್ಟಿ）、あるいはジョワール・ロティ（ヒンディー語：ज्वार की रोटी）、ジョンナ・ロッテ（テルグ語：జొన్న రొట్టె）はソルガム粉から作られるインド南部、カルナータカ州北部を中心に食されている伝統的な無発酵の平焼きパンである。
ジョラダ・ロティはカルナータカ州北部の農村地域で代々受け継がれてきた伝統的な料理である。小麦粉で作られたロティに比べ粗粒で、グルテンを含まない。ソルガムは乾燥地でも育つため、この地域の主要な作物として栽培されており、ジョラダ・ロティはその恩恵を受けた料理と言える。家族や地域社会で共同で作られることが多く、祭りや特別な行事の際にも欠かせない存在である。カルナータカ州において、ほとんどの地域で主食であり、ジュンカ（ひよこ豆粉のカレー炒め）、イェンガイ（ナスの詰め物カレー）、シェンガ（ピーナッツ）チャツネなどカルナータカ州の郷土料理とともに食べられる。現代ではカルナータカ州でカナヴァリ（Khanavali）と呼ばれる食堂兼宿屋やレストランでも提供されている他、バンガロールなどの大都市でも専門店が増えてきている。近隣のマハーラーシュトラ州、テランガーナ州、アーンドラ・プラデーシュ州など南インド諸州でも食べられており、マハーラーシュトラ州ではジャワリチ・バクリ（マラーティー語：ज्वारीची भाकरी）と呼ばれている。